# Ủy ban thôn dân

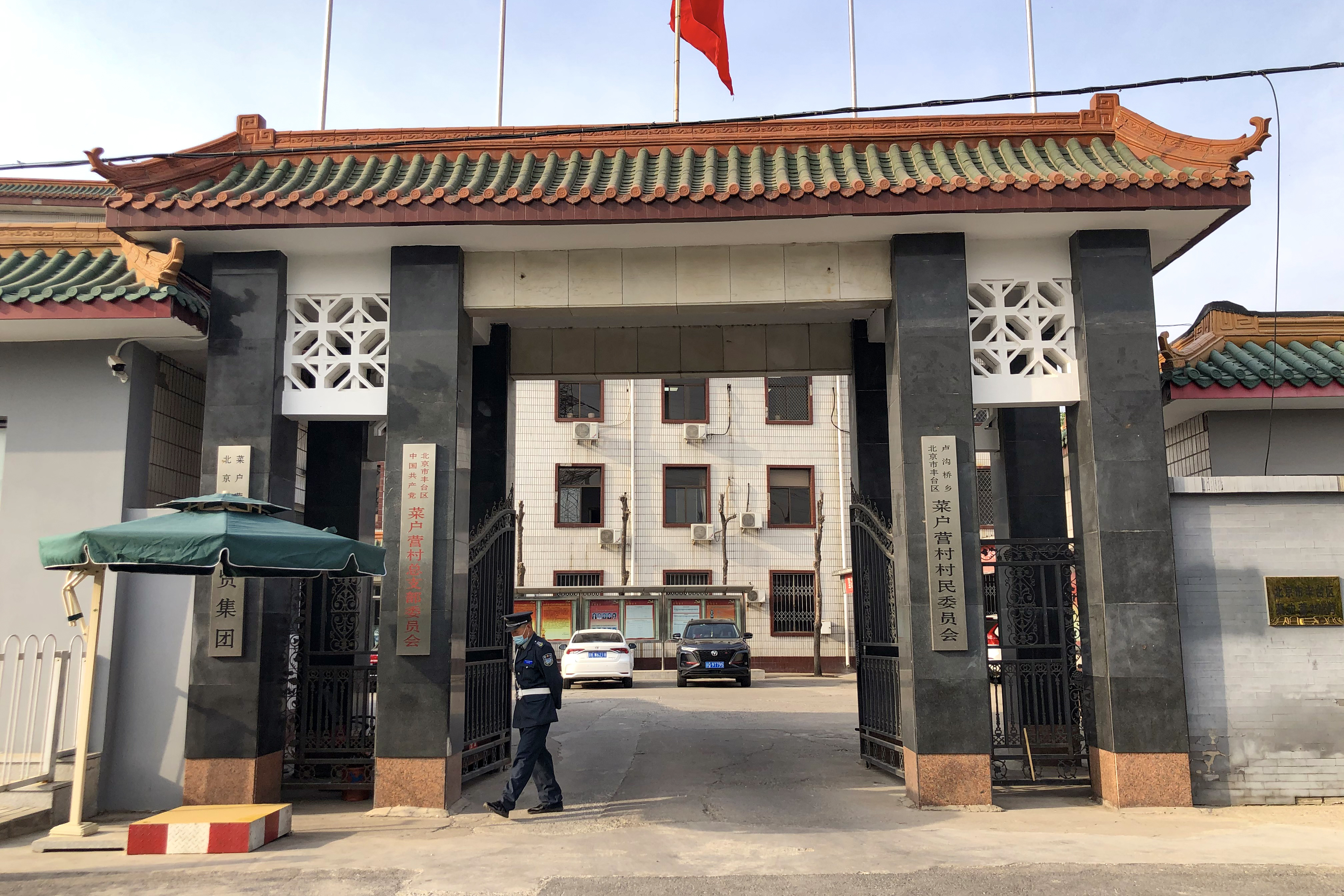
Lối vào chính của Ủy ban thôn dân Thái Hộ Doanh, quận Phong Đài, Bắc Kinh.

Ủy ban thôn dân (giản thể: 村民委员会; phồn thể: 村民委員會; bính âm: cūnmín wěiyuánhuì), viết tắt là cunweihui trong tiếng Trung, còn được dịch là ủy ban thôn, là một tổ chức quần chúng tự trị cấp cơ sở dùng để tự quản, tự giáo dục và tự phục vụ dành cho dân làng ở Trung Quốc đại lục. Tổ chức này được hình thành thông qua các cuộc bầu cử dân chủ, quyết sách dân chủ, quản lý dân chủ và giám sát dân chủ. Nó dựa trên Luật Tổ chức Ủy ban nông thôn của Cộng hòa Nhân dân Trung Hoa.
Ủy ban thôn dân trước đây được gọi là đại đội sản xuất, và là một bộ phận quan trọng trong hệ thống công xã nhân dân.
Ủy ban thôn dân chịu trách nhiệm và báo cáo trước Hội nghị thôn dân hoặc Hội nghị đại biểu thôn dân. Và ủy ban này có từ 3 đến 7 thành viên, bao gồm chủ nhiệm, phó chủ nhiệm và các ủy viên. Địa vị của ủy ban thôn dân tương đương với ủy ban cư dân ở các thành phố, cả hai đều không thuộc cơ quan nhà nước.
Tháng 2 năm 1980, ủy ban thôn dân đầu tiên ở Trung Quốc đại lục được thành lập tại thôn Hợp Trại, trấn Tam Xá, quận Nghi Châu, địa cấp thị Hà Trì, khu tự trị dân tộc Choang Quảng Tây.